# Locarno
Locarno Svájc olasz anyanyelvű részén, Ticino kantonban, Lugano kerületben helyezkedik el. A város a Lago Maggiore partján épült.

## Fekvés
Locarno a Lago Maggiore partján épült, a Maggia folyó deltájánál. Svájc legalacsonyabban fekvő települése (190 m).

## Éghajlat
| Hónap | Jan. | Feb. | Már. | Ápr. | Máj. | Jún. | Júl. | Aug. | Szep. | Okt. | Nov. | Dec. | Év   |
| --- | ---- | ---- | ---- | ---- | ---- | ---- | ---- | ---- | ----- | ---- | ---- | ---- | ---- |
| Átlagos max. hőmérséklet (°C) | 6,8  | 8,7  | 13,5 | 16,5 | 20,5 | 24,4 | 27,1 | 26,3 | 21,7  | 16,4 | 10,7 | 7,3  | 16,7 |
| Átlagos min. hőmérséklet (°C) | 0,8  | 1,6  | 4,9  | 7,8  | 11,9 | 15,2 | 17,5 | 17,1 | 13,7  | 9,7  | 4,8  | 1,6  | 8,9  |
| Átl. csapadékmennyiség (mm) | 71   | 59   | 96   | 186  | 221  | 198  | 178  | 210  | 236   | 190  | 162  | 90   | 1897 |
| Havi napsütéses órák száma | 135  | 149  | 196  | 184  | 192  | 229  | 259  | 245  | 194   | 151  | 118  | 119  | 2171 |
| Forrás: MeteoSwiss Climate Normals Locarno/Monti, Reference period 1981-2010 (PDF). Swiss Federal Office of Meteorology and Climatology - MeteoSwiss, 2014. július 2. [2016. október 10-i dátummal az eredetiből archiválva]. (Hozzáférés: 2016. október 4.) |      |      |      |      |      |      |      |      |       |      |      |      |      |

## Történelem
Itt írták alá 1925-ben a locarnói szerződést Nagy-Britannia, Franciaország és a vesztes Németország képviselői.

## Látnivalók
- a Santa Maria Assunta templom: 16-17. században épült, hozzátartozik egy kapucinus kolostor
- Piazza Grande: árkádos épületekkel körbevett tér
- Giardini Pubblici: park, ahol a kaszinó is található

## Képek

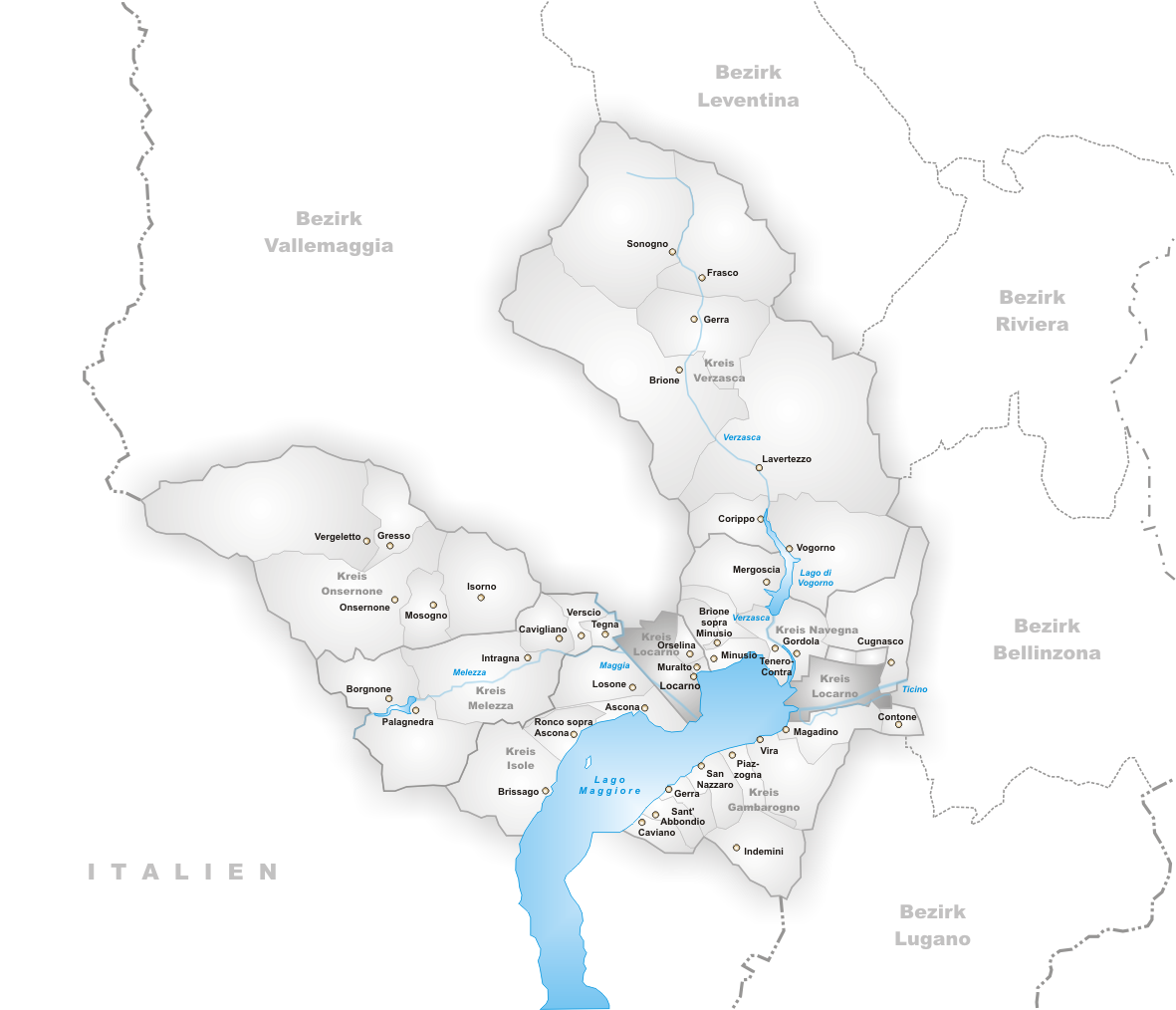
lLocarno község térképe
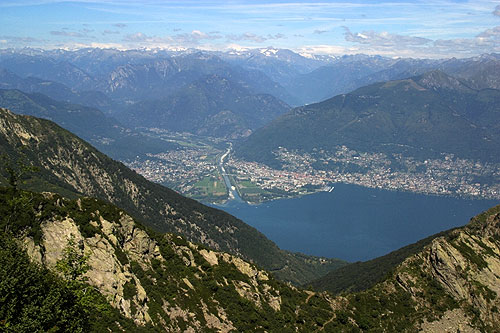
Locarno fekvése
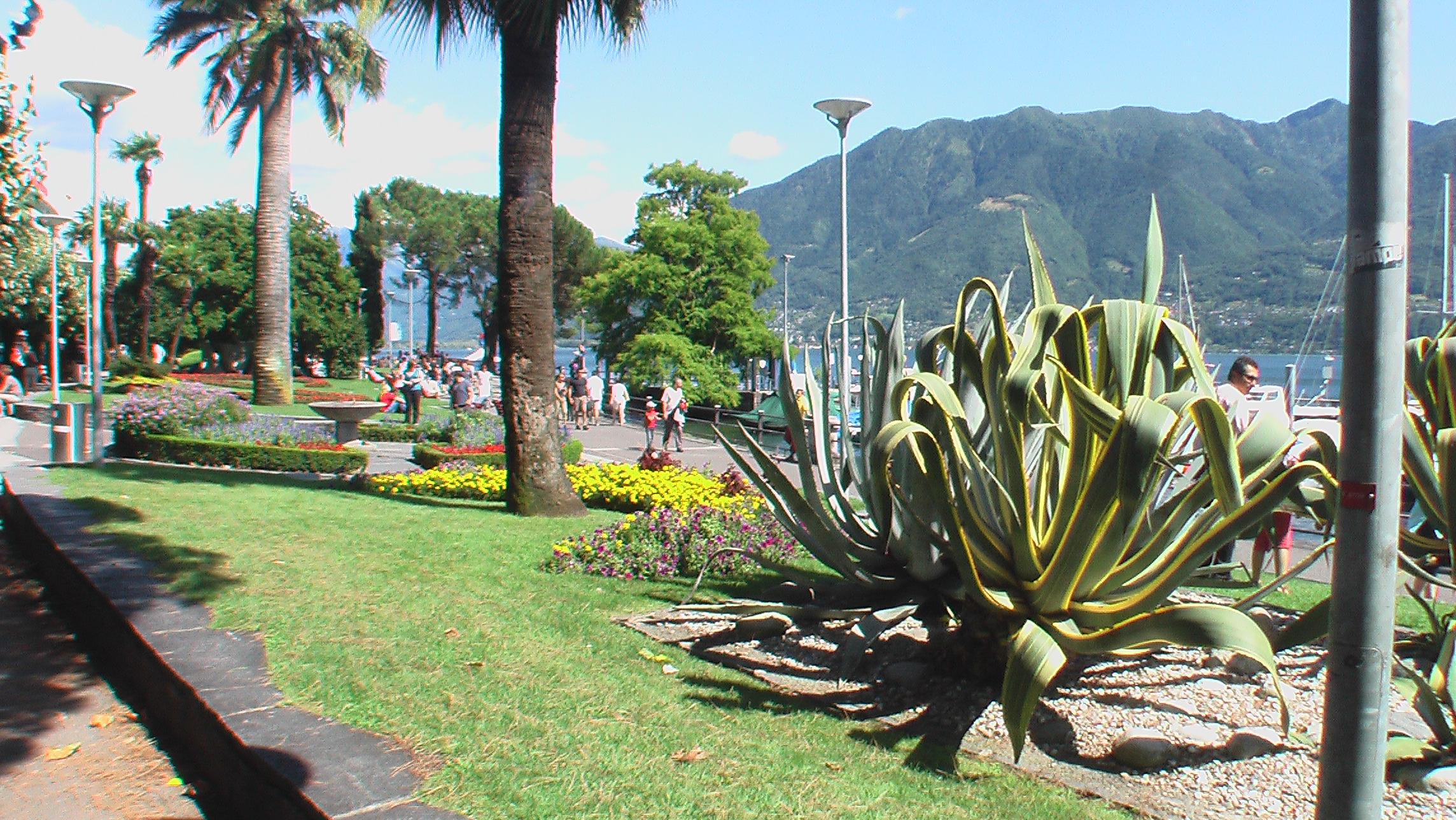
Szubtrópusi növényzet
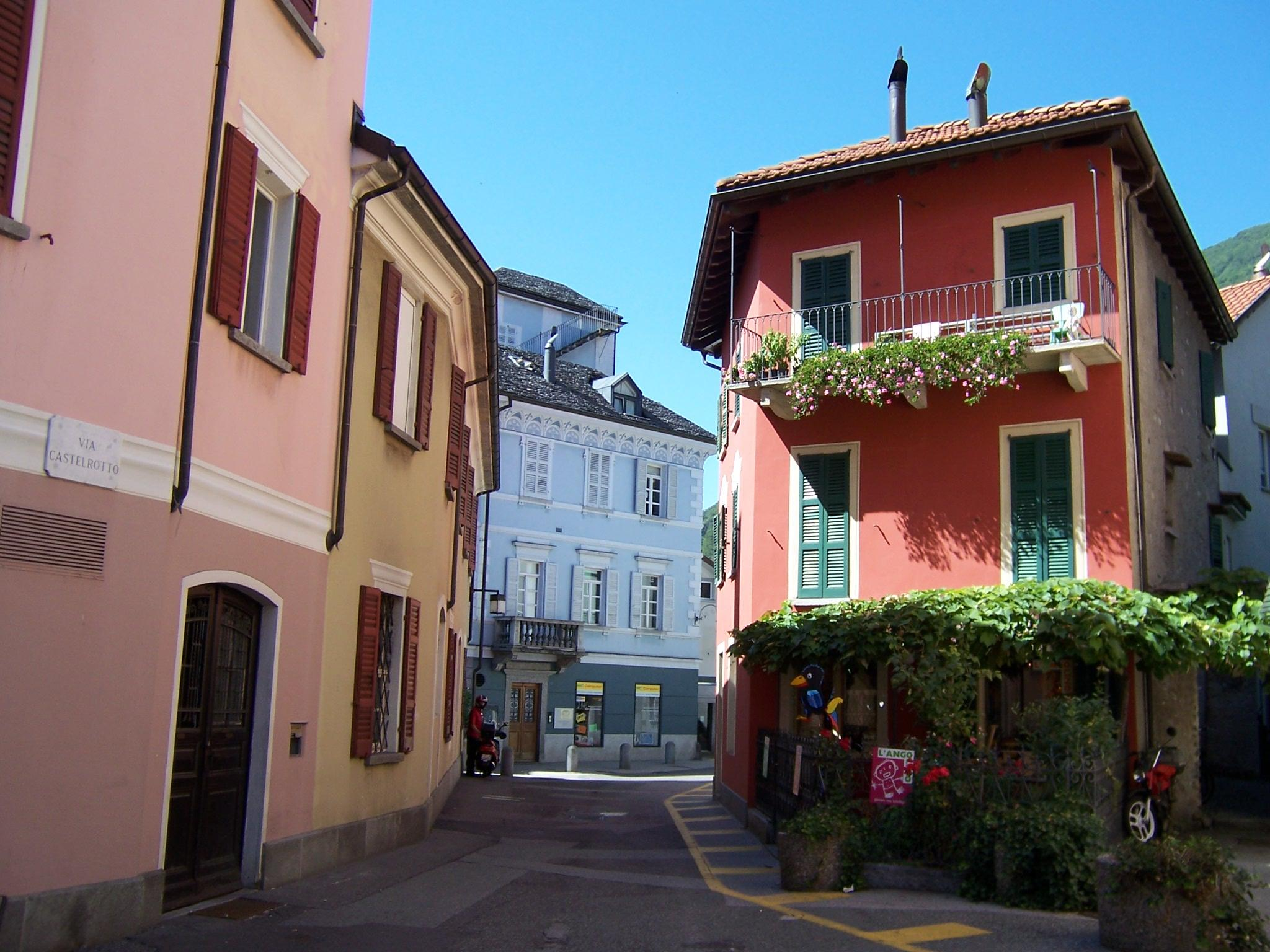
Utcakép az óvárosban